# Безответная любовь (фильм, 1979)
«Безответная любовь» — советский художественный фильм, снятый в 1979 году режиссёром Андреем Малюковым на киностудии «Мосфильм».
Экранизация ранних рассказов Максима Горького и воспоминаний русских актёров; основная сюжетная линия основана на «Рассказе о безответной любви» Горького. Премьера фильма состоялась 12 мая 1980 года.

## Сюжет
Фильм рассказывает о трагической судьбе провинциальной русской актрисы Ларисы Добрыниной, не выдержавшей тяжести обрушивающихся на неё со всех сторон несчастий и преждевременно ушедшей из жизни.

## В ролях
- Инна Макарова — Лариса Антоновна Добрынина, актриса
- Леонид Марков — Пётр Климович Торсуев, поклонник Ларисы
- Игорь Ливанов —  Николай Торсуев
- Михай Волонтир — доктор, любовник стареющей Ларисы
- Владимир Сошальский — Хрисанф Николаевич, стареющий актёр
- Валерий Соколоверов — Александр Феофилович Брагин, актер, комик
- Инна Аленикова — Соня Званцева, актриса
- Ирина Санпитер — Стрешнева, актриса
- Сергей Яшин — Скуратов
- Вадим Александров — Абсурдик, актёр
- Сергей Никоненко — Сенечка, актёр
- В. Антонов — Васечка, суфлёр
- Леонид Куравлёв — Павлов, репортёр провинциальной газеты
- Валентина Новикова — Прасковья

## Отзывы
Журнал «Спутник кинозрителя» в мае 1980 года писал:

Это на редкость своеобразный фильм. Титры сообщают, что он сделан «по мотивам» ранних произведений М. Горького и воспоминаний старых русских актеров. Это так: с первых же кадров мы попадаем в точно обозначенный и правдиво показанный мир губернской провинции начала века. Мир бедный, тягостный по атмосфере и в то же время какой-то напряжённый, живущий словно бы в ожидании неизбежных и крутых перемен. Мир, населённый странными людьми, умными, но глубоко несчастными чудаками. Нищими философами, ерничающими фабрикантами и купцами, резонерствующими интеллигентами…
Действующие лица фильма в большинстве — актрисы и актёры провинциального театра. Исполнителям, надо полагать, было не легко показывать их, не повторяя того, что уже было. А было многое. Как-то так получилось, что специфический мирок старого русского театра показывался на экране в жанрах драмы и комедии, водевиля и оперетты. Были и циничные внешне, а на самом деле одинокие и несчастные комики; и импозантные трагики — герои на сцене, а в жизни беспомощные, замученные бедностью люди.
И ведущая актриса фильма — Инна Макарова в роли Ларисы Добрыниной. Это не простая роль — Лариса посвящает жизнь «высокому искусству», но театральный быт заставляет заниматься чепухой; у неё чистая душа и есть возможность сторониться житейских дрязг, но жизнь втягивает её в свои омуты, делает невольной причиной смерти человека; наконец, безответная любовь, которую питали к Ларисе, бумерангом ударит и по ней, и она сполна узнает, что это значит — безответно любить…— Р. Соболев. «Спутник кинозрителя». май 1980 г.

## Съёмочная группа
- Режиссёр-постановщик: Андрей Малюков
- Сценаристы: Андрей Малюков, Инна Макарова, Татьяна Дубровина
- Главный оператор: Ральф Келли
- Художник-постановщик: Татьяна Лапшина
- Композитор: Юрий Саульский